# Верхній Виселок
Верхній Ви́селок (рос. Верхний Выселок) — присілок в Граховському районі Удмуртії, Росія.

## Населення
Населення — 26 осіб (2010; 36 у 2002).
Національний склад станом на 2002 рік:
- марійці — 97 %

## Історія
Присілок заснований в кінці XIX століття як хутір присілка Велика Єрикса. До 1921 року присілок відносився до Новогорської волості Єлабузького повіту, після — Можгинського повіту. З 1924 року — присілок в складі Новогорської сільської ради Граховської волості, але вже в 1925 році — Великоєриксинської сільської ради. 1932 року вона була ліквідована і присілок відійшов до Марі-Возжайської сільської ради. 1959 року сільрада була ліквідована і присілок приєднаний до Новогорської сільської ради.